# Okimono

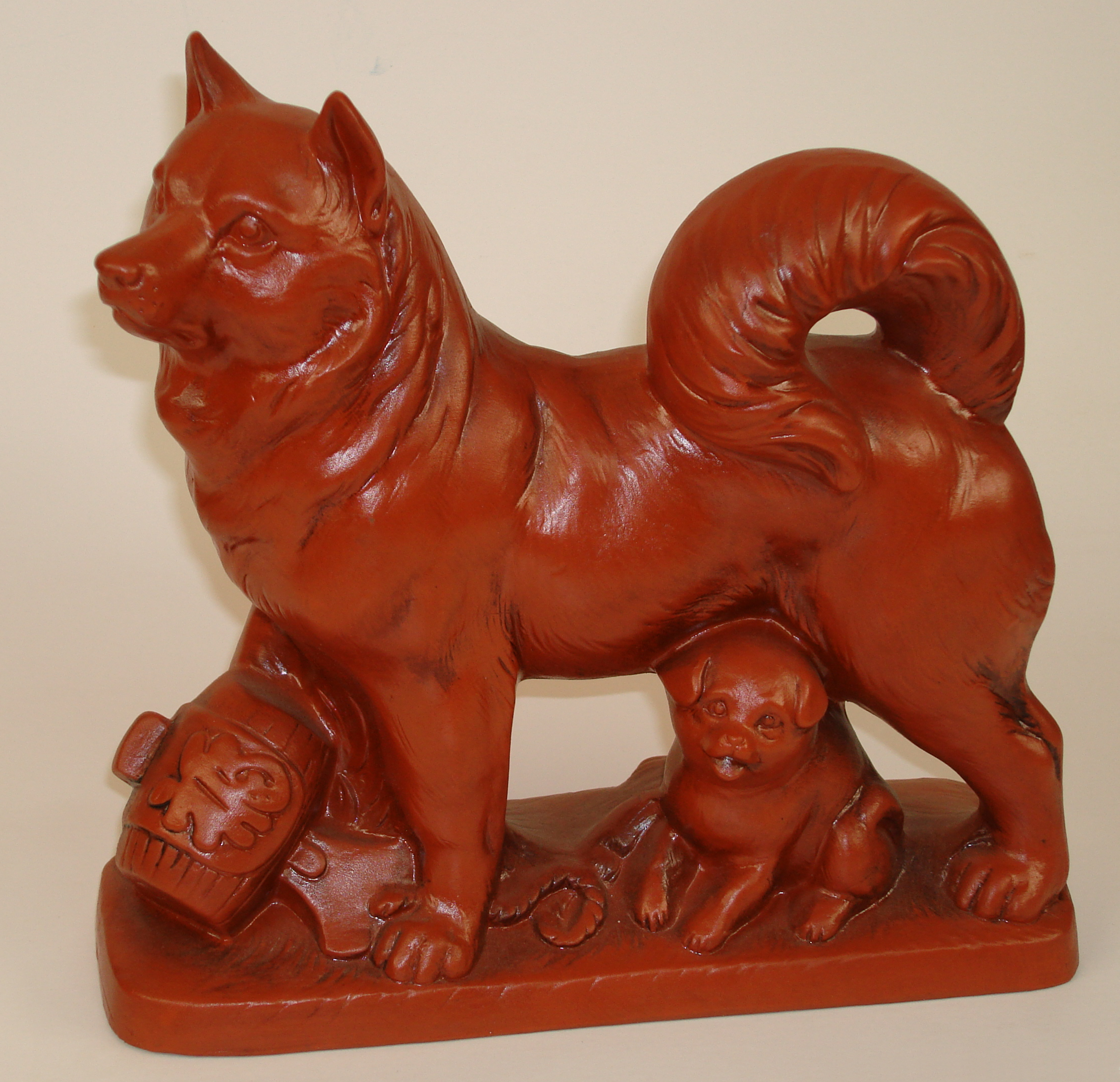
Chien rouge, exemple dokimono.

Un okimono (置き物, lit. « ornement ») est une sculpture japonaise, comparable  à un netsuke mais en plus grand. Contrairement au netsuke qui sert d'attache sur le kimono, un okimono est purement décoratif.
Traditionnellement, l'okimono est présenté dans le tokonoma. 
À partir de l'ère Meiji, de nombreux okimono généralement en ivoire ont été réalisés uniquement pour l'exportation vers l'Occident.

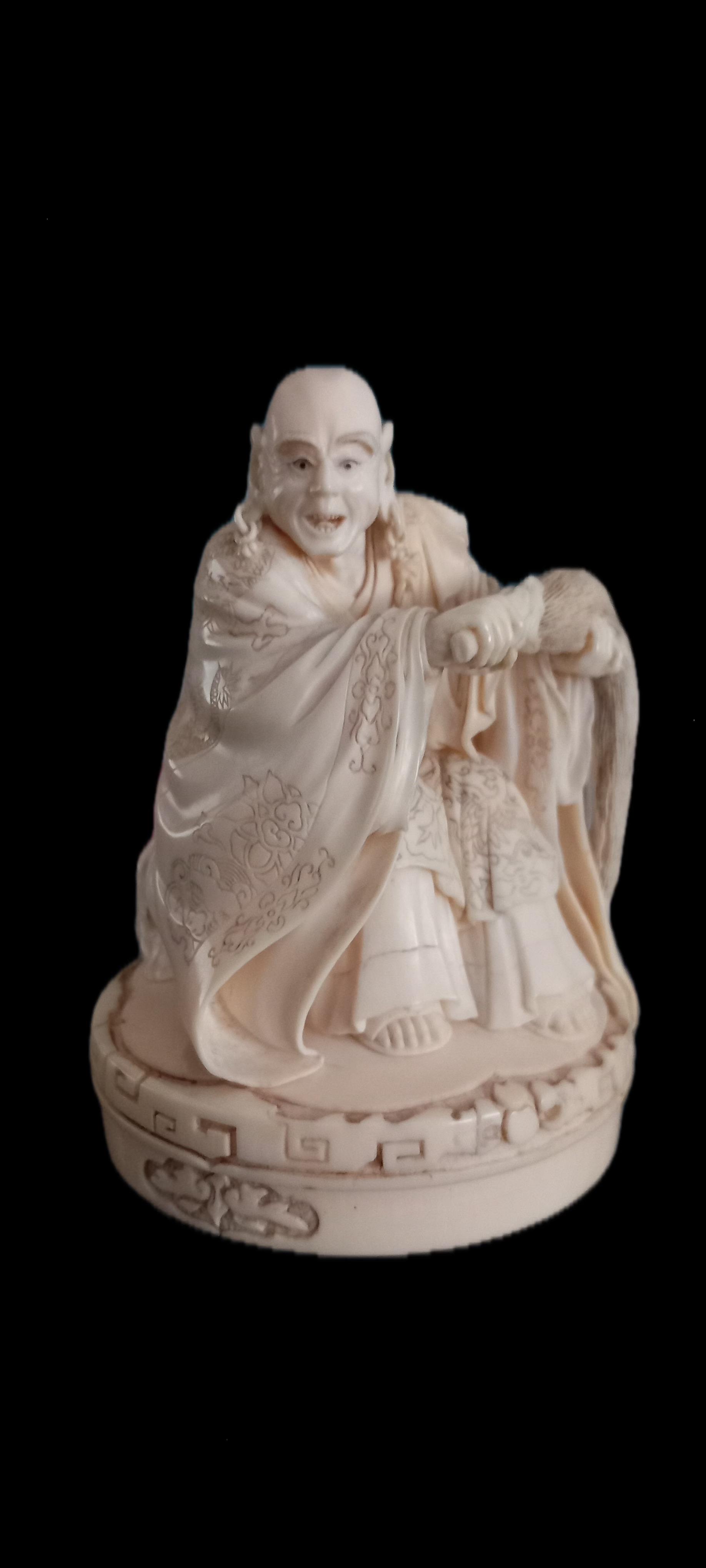
Okimono en ivoire représentant un Rakan, vers 1860-1900, période Meiji, hauteur 8,7 cm.

Okimono en ivoire représentant un Rakan (vers 1860-1900)
Cet okimono de petite taille, réalisé en ivoire, représente un Rakan, une figure emblématique du bouddhisme. Le Rakan incarne la sagesse et la compassion, symbolisant l'illumination et servant de modèle pour les moines bouddhistes.
La sculpture montre le Rakan assis sur un rocher, tenant un hossu, un chasse-mouche rituel utilisé dans les cérémonies bouddhistes. Il est vêtu d’un kesa orné d’un motif de dragon et d’une tête de shisa, symboles traditionnels de protection et de puissance dans la culture japonaise.
Daté entre 1860 et 1900, cet okimono illustre le savoir-faire des artisans de la période Meiji dans la fabrication d’objets décoratifs en ivoire, alliant finesse du détail et signification spirituelle. Il est taillé dans une seule pièce d’ivoire, témoignant d’un travail d’une finesse exceptionnelle.

## Okimonopopulaires
- Maneki-neko
- Statue de tanuki
- Daruma